# Martín Fierro (revista)
Martín Fierro fue una revista literaria argentina que se publicó entre febrero de 1924 y 1927. Fue fundada por su director Evar Méndez y por José B. Cairola, Leónidas Campbell, H. Carambat, Luis L. Franco, Oliverio Girondo, Ernesto Palacio, Pablo Rojas Paz y Gastón O. Talamón. Llegó a tirar unos 20 000 ejemplares.
Varios escritores importantes, comenzando por Jorge Luis Borges, contribuyeron con poemas y artículos. Otras personalidades cercanas fueron Pedro Figari, Raúl González Tuñón, Eduardo González Lanuza, Ricardo M. Setaro y Leopoldo Marechal, según se enumera en la edición «12 y 13». También publicó textos de Mario Bravo, Fernando Fader, Macedonio Fernández, Santiago Ganduglia, Samuel Glusberg, Norah Lange, Leopoldo Lugones, Roberto Mariani, Conrado Nalé Roxlo, Nicolás Olivari, Horacio Rega Molina, Nicolás Barrios Lynch, Xul Solar y Ricardo Rojas. Lino Palacio fue uno de varios colaboradores en el diseño gráfico de la revista.
Martín Fierro heredó su nombre de otra efímera publicación de Méndez en 1919, más comprometida con la problemática social y política. El nombre es un homenaje a una estrofa de La vuelta de Martín Fierro, la segunda parte del poema nacional de Argentina escrito por José Hernández. La independencia en la opinión y la separación respecto a la tradición se veía reflejada en esta estrofa:

De naides sigo el ejemplo,
naide a dirigirme viene
yo digo cuanto conviene,
y el que en tal güeya se planta,
debe cantar, cuando canta,
con toda la voz que tiene.
José Hernández, La vuelta de Martín Fierro

Martín Fierro fue una vitrina para el trabajo de Ramón Gómez de la Serna y el arte vanguardista de Emilio Pettoruti y Arthur Honegger, atacando simultáneamente al venerado escritor Leopoldo Lugones como un icono del pasado y enfrentándose con La Gaceta Literaria, una revista española que pretendía fijar en Madrid el meridiano intelectual de Hispanoamérica.
Una de las particularidades de Martín Fierro fue su «Cementerio», poblado de versos satíricos contra propios y ajenos, y contra el propio Lugones.
Fiel a su estilo, la revista polemizaba burlonamente con los escritores que publicaban en la Editorial Claridad y se reunían en el Café El Japonés, conocidos como el Grupo de Boedo, en una rivalidad dialéctica con los escritores propios denominados como Grupo de Florida, quedando dicha controversia en la historia de la literatura argentina.  
Aparentemente Méndez decidió cerrar la revista para evitar ponerla al servicio de la campaña electoral de Hipólito Yrigoyen, como exigían algunos de los colaboradores.